# Sangen om Bernadette (film)
Sangen om Bernadette er en amerikansk film fra 1943. Filmen er baseret på Franz Werfels roman af samme navn.